# The Daily Beast
The Daily Beast è un sito web di informazione ed opinioni statunitense, fondato e redatto da Tina Brown, precedentemente editor di Vanity Fair e The New Yorker

## Descrizione
Circa un terzo del contenuto del sito è formato da materiale originale, mentre il resto è collegamenti ad articoli scritti da altri organi di informazione. The Daily Beast è stato lanciato il 6 ottobre 2008, ed è di proprietà del gruppo IAC. Edward Felsenthal, precedente editore del Wall Street Journal, è il direttore esecutivo del sito, mentre Stephen Colvin è il presidente.
Il nome del sito deriva da quello dell'immaginaria rivista presente nel romanzo del 1938 L'inviato speciale (Scoop) di Evelyn Waugh. Il 12 novembre 2010, The Daily Beast e Newsweek hanno annunciato un accordo di fusione dal quale è nata la nuova società The Daily Beast Newsweek Publishing. Secondo Technorati, The Daily Beast è il ventiquattresimo blog più popolare al mondo.